# Pedro Ganhão
Pedro Miguel Oliveira Ganhão (sinh ngày 10 tháng 4 năm 1984) là một cầu thủ bóng đá người Bồ Đào Nha thi đấu cho Casa Pia.

## Sự nghiệp câu lạc bộ
Anh ra mắt chuyên nghiệp tại Giải bóng đá hạng nhất quốc gia Bồ Đào Nha cho Carregado vào ngày 26 tháng 9 năm 2009 trong trận đấu trước Desportivo Aves.